# Sembrancher
Sembrancher (antiguamente en alemán Sankt Brancher) es una comuna suiza del cantón del Valais, capital del distrito de Entremont. Limita al norte con la comuna de Vollèges, al este con Bagnes, al sur con Orsières, y al oeste con Bovernier.